# 동대원구역
동대원구역(東大院區域)은 평양직할시 도심부의 동부에 있는 행정구역의 하나이다. 대동강의 동안에 있다. 북쪽으로 대동강구역, 남쪽으로 선교구역과 인접한다. 인구는 2008년 기준으로 143,561명이다.
대동강을 사이에 두고 서쪽으로 중구역이 있으며 옥류교·대동교로 연결되어 있다. 대안의 김일성광장을 마주보고 주체사상탑이 지어지고 있다.

## 역사
- 1946년 - 평양특별시에 속하게 되었다.
- 1959년 - 선교구역에 속하게 되었다.
- 1960년 10월 - 선교구역으로부터 분리해 동대원구역으로 개편되었다.

## 시설
- 옥류교
- 대동교
- 대동강 외교단 회관
- 주체사상탑
- 평양 음악 무용 대학

## 행정 구역
18개의 동으로 구성된다.
- 률동(栗洞)
- 대신동(大新洞)
- 문신 1동 (文新 1洞)
- 문신 2동 (文新 2洞)
- 동대원 1동 (東大院 1洞)
- 동대원 2동 (東大院 2洞)
- 신흥 1동 (新興 1洞)
- 신흥 2동 (新興 2洞)
- 신흥 3동 (新興 3洞)
- 신리동 (新里洞)
- 동신 1동 (東新 1洞)
- 동신 2동 (東新 2洞)
- 동신 3동 (東新 3洞)
- 랭천 1동 (冷泉 1洞)
- 랭천 2동 (冷泉 2洞)
- 새살림동
- 삼마 1동 (三馬 1洞)
- 삼마 2동 (三馬 2洞)

## 같이 보기
- 동평양경기장
- 평양미술대학
- 김형직사범대학